# Juryj Puntus
Juryj Puntus (biał. Юрый Іосіфавіч Пунтус, ros. Юрий Иосифович Пунтус, Jurij Iosifowicz Puntus; ur. 8 października 1960 w Tiwoli) – białoruski piłkarz, grający na pozycji napastnika, trener piłkarski, od lutego 2006 do czerwca 2007 selekcjoner reprezentacji Białorusi.

## Kariera piłkarska
Wychowanek szkoły sportowej nr 5 w Mińsku. Po ukończeniu szkoły w 1977 trafił do zespołu Traktar Mińsk. Przez kilka sezonów występował w lokalnych białoruskich zespołach grających w niższych klasach rozgrywkowych. Karierę zakończył z powodu kontuzji w 1986 jako zawodnik kazachskiego Spartaka Semipałatyńsk.

## Kariera trenerska
Jeszcze jako piłkarz ukończył w 1983 studia inżynierskie w Białoruskim Instytucie Technologicznym. W 1996 otrzymał zaś dyplom ukończenia Akademii Wychowania Fizycznego i Sportu.
Pierwszym prowadzonym przez niego zespołem był Sputnik Mińsk.
Przez kilka lat pracował w prowincjonalnych klubach Rosji. Przełomem w jego karierze było objęcie w 1996 funkcji trenera trzecioligowego BATE Borysów, z którym w ciągu dwóch sezonów awansował do białoruskiej ekstraklasy. W pierwszym roku występów w elicie prowadzone przez niego BATE zdobyło Wicemistrzostwo Białorusi, a w 1999 tytuł mistrzowski. Przez 7 sezonów z rzędu BATE zajmowało miejsca w pierwszej trójce ligi. W 2002 ponownie wygrało rozgrywki ligowe, w 2000, 2003 i 2004 zajęło drugie miejsce, a w 2001 trzecie.
W 2005 został zatrudniony w MTZ-RIPA Mińsk należącym do litewskiego biznesmena rosyjskiego pochodzenia Władimira Romanowa z zadaniem zdobycia tytułu mistrzowskiego. Po kilkunastu miesiącach pracy, nie uwieńczonych sukcesem ligowym został zastąpiony przez byłego selekcjonera ZSRR i Białorusi Eduarda Małofiejewa.
W 1999 rozpoczął współpracę z białoruską federacją piłkarską. Przez 6 lat opiekował się drużyną młodzieżową. Największy sukces odniósł w Mistrzostwach Europy U-21 w 2004. Wcześniej w grupie eliminacyjnej Białoruś zajęła drugie miejsce (wygrywając m.in. z młodzieżówkami Austrii i Holandii), a w rundzie pucharowej w pobitym polu pozostawiła Polaków. W turnieju finałowym zaliczyła zaś zwycięstwo z Włochami, remis z Chorwacją, porażkę z Serbią i Czarnogórą, zajęła trzecie miejsce w grupie i nie awansowała do półfinału. Liderem drużyny był obecny gracz Arsenalu Londyn Aliaksandr Hleb. Oprócz Hleba kilku innych podopiecznych Puntusa również trafiło do dorosłej reprezentacji.
Po nieudanych eliminacjach kolejnej edycji młodzieżowych mistrzostw Europy Puntus w grudniu 2005 zrezygnował ze stanowiska, jednak już w lutym następnego roku powierzono mu funkcję selekcjonera pierwszej reprezentacji. W związku z niezadowalającą postawą drużyny w eliminacjach Euro 2008 w czerwcu 2007 złożył dymisję ze stanowiska selekcjonera.
Wkrótce po zakończeniu pracy z kadrą narodową powrócił na stanowisko trenera MTZ-RIPA Mińsk.
5-krotnie przyznawano mu tytuł najlepszego trenera Białorusi (1999, 2000, 2002, 2003, 2004).